# Деккер, Вилли
Ви́лли Де́ккер (Декер) (нем. Willy Decker; 8 сентября 1950, Пульхайм, Германия) — немецкий оперный режиссёр и постановщик, автор многих выдающихся оперных спектаклей, в том числе сенсационной постановки Травиаты на Зальцбургском фестивале в 2005 году.

## Творческая биография
Вилли Деккер получил образование в Рейнском музыкальном училище в Кёльне по классу скрипки, а затем в Кёльнском университете и Кёльнской высшей школе музыки, где изучал философию, театральное искусство, музыку и вокал. Его педагогом по вокалу был Йозеф Меттерних. Двадцатидвухлетний Деккер начал профессиональную деятельность в качестве ассистента режиссёра в Кёльнской опере и периодически исполнял обязанности художественного руководителя. Международной известности достиг к середине 80-х годов, благодаря нескольким удачным постановкам в разных театрах. Деккера многократно приглашали для осуществления постановок в крупнейшие оперные театры Европы и мира.
Среди работ Вилли Деккера — мировые премьеры опер «Мальчик-с-пальчик» Ханса Хенце (Монтепульчано, 1980), «Макбет» Антонио Бибало (Осло, 1990), «Замок» Ариберта Раймана (Берлин, 1992). В 1997 году в Опера Гарнье поставил «Милосердие Тита» Моцарта.

На Зальцбургском фестивале режиссёр дебютировал в 2004 году с постановкой оперы Корнгольда «Мёртвый город», а в 2005 поставил «Травиату» с участием Анны Нетребко и Роландо Вильясона, имевшую огромный успех и многократно повторённую на мировой оперной сцене, в том числе в 2013 году в Метрополитен-опера. Об этой постановке «Коммерсантъ» писал: 
«Травиата» Деккера разошлась каким-то немыслимым тиражом, став предметом культа и сделав для трансатлантической славы русской певицы столько, что дива, вероятно, до конца своих дней останется перед режиссёром в неоплатном долгу. В какой-то момент спектакль, популярность которого с каждым годом лишь возрастала, продолжил жизнь без своей главной героини: публика по всему миру жаждала смотреть «Травиату» исключительно в режиссуре Деккера — пускай и без Анны Нетребко.
Певцы и критики называют режиссёрский стиль Деккера минималистическим, его изобразительный ряд немногословен, даже визуально аскетичен, пространство органично. Костюмы, декорации, мизансцены продуманы до мельчайших деталей и осмыслены. Его постановки метофоричны, иногда почти шокирующи, могут идти «вразрез со словесным текстом, но никогда — с музыкальным».
Деккер поставил вагнеровских «Летучего голландца» в Париже (Опера Бастилии, 2010) и «Тристана и Изольду» в Гонконге (2010), «Кольцо Нибелунга» в Дрезденской опере и затем в Мадриде (Опера Реал, 2004), «Бориса Годунова» М. П. Мусоргского в Амстердаме (2001), «Евгения Онегина» П. И. Чайковского в Париже (2010) оперу Б. Бриттена «Билли Бадд» в Вене (2001) и затем в Санкт-Петербурге (Михайловский театр, 2013).
С 2005 года Вилли Деккер — почётный профессор режиссуры музыкального театра Берлинской высшей школы музыки имени Эйслера, с 2009 года является художественным руководителем фестиваля Рур Триеннале. Исповедует дзен-буддизм.

## Награды
- Кавалер Ордена Искусств и литературы (2001)[25]
- Орден земли Северный Рейн-Вестфалия «За заслуги» (2007)[26]

## Избранная видеография
- Дж. Верди, «Дон Карлос» — Нидерландская опера (Вильясон, Ллойд, Рукрофт, Урмана, Крофт, дир. Шайи) — Opus Arte, 2004
- Дж. Верди, «Травиата» — Зальцбургский фестиваль (Нетребко, Вильясон, Хэмпсон, дир. Рицци) — DG Unitel, 2006
- М. П. Мусоргский, «Борис Годунов» — Театр Лисео, Барселона (Салминен, Ленгридж, Хальфварсон, Кочерга, дир. Вайгле) — TDK, 2004
- Дж. Верди, «Отелло» — Театр «Лисео», Барселона (Кура, Стоянова, Атанели, дир. Рос-Марба) — Opus Arte, 2006

Избранная видеография приведена по данным «Хроники мировой оперы»